# Anyone but You
Anyone but You (bra: Todos Menos Você; prt: Todos Menos Tu) é um filme estadunidense de 2023, do gênero comédia romântica, dirigido por Will Gluck, e estrelado por Sydney Sweeney e Glen Powell. O roteiro que Gluck coescreveu ao lado de Ilana Wolpert foi baseado na peça teatral "Muito Barulho por Nada" (1598), de William Shakespeare.
A trama retrata a história de duas pessoas que se detestam, mas que fingem ser um casal durante um casamento.
Embora tenha tido uma recepção geralmente mista da crítica especializada, o filme emergiu como um grande sucesso de bilheteria, arrecadando mais de US$ 220 milhões mundialmente. A popularidade da produção consolidou-a como um marco no retorno das comédias românticas aos cinemas.

## Enredo
Beatrice "Bea" Messina (Sydney Sweeney), uma estudante de direito da Universidade de Boston, conhece Ben (Glen Powell), um funcionário da Goldman Sachs, em uma cafeteria. Desde o início, eles sentem uma conexão instantânea e passam o dia juntos, acabando por adormecer no sofá de Ben. Ao levantar de manhã, Bea decide ir embora sem acordá-lo, mas logo muda de ideia. Ao retornar para o apartamento, ela escuta Ben insultando-a enquanto desabafa com Pete (GaTa), seu melhor amigo. Sem perceber que Ben havia ficado profundamente chateado por ela ter partido sem informá-lo, Bea decide ir embora novamente.
Bea e Ben se reencontram seis meses depois, quando a irmã de Bea, Halle (Hadley Robinson), começa a namorar Claudia (Alexandra Shipp), a irmã de Pete. Os dois mantêm uma atitude fria, cada um culpando o outro pelo desfecho infeliz de seu encontro anterior. Halle e Claudia tornam-se noivas e começam a planejar seu casamento em Sydney, na Austrália.
Bea, que terminou seu noivado com Jonathan (Darren Barnet) e abandonou a faculdade de direito em segredo, fica desapontada ao descobrir que ela e Ben ficarão hospedados no mesmo local, na casa dos pais de Claudia e Pete, nos dias que antecedem o casamento. A aversão mútua entre os dois começa a frustrar os outros integrantes da festa de casamento, especialmente com a presença dos ex-parceiros de ambos, Jonathan e Margaret (Charlee Fraser), também convidados para a cerimônia.
Os amigos e familiares de Bea e Ben elaboram um plano para uni-los, assim garantindo que o casamento ocorra sem contratempos. Bea percebe a trama e faz um acordo com Ben para fingirem que estão juntos, com o objetivo de provocar ciúme em Margaret e evitar que seus pais a pressionem a se reconciliar com Jonathan. Os primeiros esforços para vender o relacionamento são infrutíferos até que uma festa em um barco muda a situação. Lá, Bea e Ben dançam juntos e reencenam uma famosa cena de "Titanic", que termina com Bea caindo na Baía de Sydney. Ben pula atrás dela; enquanto aguardam o resgate em uma boia, Bea revela que abandonou a faculdade de direito e, após conversarem, eles marcam um encontro para visitar a Ópera de Sydney. Após serem resgatados por um helicóptero de resgate, eles retornam para a casa e têm relações sexuais, mas Bea menciona casualmente que todas as suas ações recentes haviam sido errôneas, o que decepciona Ben. Na manhã seguinte, ele desaparece, deixando Bea desanimada.
Na manhã do casamento, Ben revela indiretamente aos pais de Bea que ela abandonou a faculdade de direito, o que a deixa se sentindo traída. Após escutar uma discussão entre Halle e Claudia, Ben convence Bea a fingir uma reconciliação em prol da festa de casamento. A cerimônia ocorre tranquilamente, mas Bea vê Margaret beijando Ben e sai em lágrimas, indo em direção à Ópera de Sydney. No entanto, Ben rejeita Margaret, afirmando que não carrega mais sentimentos por ela. Os convidados do casamento o incentivam a ir atrás de Bea; então, ele pula de um penhasco no Oceano Pacífico e consegue que um helicóptero de resgate o leve até a Ópera de Sydney.
Após encontrá-la, Ben explica a Bea que decidiu se afastar porque temia que o relacionamento deles se tornasse mais um arrependimento. Em resposta, Bea revela que passar a noite com ele foi a primeira coisa da qual não se arrependeu em muito tempo. Eles se reconciliam e retornam à recepção como um casal, onde Halle e Claudia revelam que a discussão entre elas foi apenas uma encenação para aproximar os dois. Enquanto isso, Jonathan e Margaret acabam se juntando.

## Elenco
- Sydney Sweeney como Beatrice "Bea" Messina
- Glen Powell como Ben
- Alexandra Shipp como Claudia
- GaTa como Pete
- Hadley Robinson como Halle Spence
- Michelle Hurd como Carol
- Dermot Mulroney como Leo
- Darren Barnet como Jonathan
- Bryan Brown como Roger
- Rachel Griffiths como Innie
- Charlee Fraser como Margaret
- Joe Davidson como Beau[18]

## Produção

### Escolha de elenco
Em janeiro de 2023, foi anunciado que Sydney Sweeney e Glen Powell haviam sido escalados para estrelar um filme que ainda não possuía um título definido, mas que seria dirigido por Will Gluck. Alexandra Shipp, Michelle Hurd, Bryan Brown, Darren Barnet e Hadley Robinson se juntaram ao elenco em fevereiro do mesmo ano. Dermot Mulroney, Rachel Griffiths e GaTa foram escalados no mês seguinte.

### Filmagens
As filmagens começaram na Nova Gales do Sul em fevereiro de 2023, e foram iniciadas em Sydney em março. Os locais utilizados para as gravações foram a Ópera de Sydney, o Parque Marks em Bondi, Palm Beach; o Cais de Jones Bay, o Queen Victoria Building (QVB) e o Farol Barrenjoey. A cena do aeroporto foi filmada no saguão do Sydney Cricket Ground, cujo interior também é visto brevemente após uma permissão de último momento ter sido concedida. Em maio de 2023, o filme ganhou o título "Anyone but You".
Durante a produção, uma cena envolvendo um helicóptero de resgate quase deu errado por problemas mecânicos, exigindo um pouso de emergência. Em uma entrevista no "The Tonight Show Starring Jimmy Fallon", Sweeney mencionou que, durante as filmagens de uma cena em que precisava manusear uma aranha, ela acabou sendo mordida pela aranha-caranguejeira treinada para o filme, resultando em um acidente durante as gravações.

### Trilha sonora
A trilha sonora do filme foi produzida por Este Haim e Christopher Stracey. A faixa-título do filme foi lançada por Still Woozy. A canção "Unwritten", de Natasha Bedingfield, é fortemente destacada ao longo da produção.

## Lançamento
A estreia do filme aconteceu no AMC Lincoln Square Theatre, em Nova Iorque, em 11 de dezembro de 2023. Na América do Norte, o filme foi lançado nos cinemas em 22 de dezembro de 2023, pela Sony Pictures Releasing. Em resposta ao sucesso de bilheteria, a Sony Pictures lançou uma versão estendida do filme nos cinemas em 9 de fevereiro de 2024, antes do Dia dos Namorados. Em Portugal, a produção foi lançada nos cinemas em 28 de dezembro de 2023. No Brasil, o filme foi distribuído nos cinemas em 25 de janeiro de 2024, antes de ser lançado diretamente na Max em 29 de março de 2024.
"Anyone but You" foi lançado nas plataformas digitais em 20 de fevereiro de 2024, e em Blu-ray em 12 de março de 2024.

## Recepção
No site agregador de críticas Rotten Tomatoes, 52% das 115 resenhas dos críticos são positivas, com uma classificação média de 5,6/10. O consenso do site diz: "A direção inteligente e um par de estrelas tremendamente assistíveis fazem de Anyone but You uma diversão razoavelmente efervescente, apesar de uma história nada cintilante". O Metacritic, que usa uma média ponderada, atribuiu ao filme uma pontuação de 52 em 100, baseado em 26 críticos, indicando críticas "mistas ou médias". O público entrevistado pelo CinemaScore deu ao filme uma nota média de "B+" em uma escala de A+ a F, enquanto o público entrevistado pelo PostTrak deu ao filme uma pontuação positiva de 4/5 estrelas, com 57% dizendo que definitivamente o recomendariam.

### Bilheteria
De acordo com os registros da Columbia Pictures, o filme arrecadou US$ 88.319.668 nacionalmente e US$ 131.922.557 no exterior, totalizando US$ 220.242.225 mundialmente. A revista Deadline Hollywood calculou o lucro líquido do filme em US$ 103 milhões, levando em consideração todas as despesas e receitas. Até 2024, esta é a adaptação cinematográfica de Shakespeare de maior bilheteria da história.
Nos Estados Unidos e Canadá, "Anyone but You" foi lançado junto com "Patos!", "Aquaman and the Lost Kingdom" e "The Iron Claw". O filme arrecadou US$ 3,5 milhões em seu primeiro dia de exibição, incluindo US$ 1,2 milhão da pré-estreia. "Anyone but You" estreou com um total de US$ 6,3 milhões, ficando em quarto lugar nas bilheterias. Em seu segundo fim de semana, o filme arrecadou US$ 8,8 milhões, terminando em quinto lugar nas bilheterias. Em seu terceiro fim de semana, o filme arrecadou US$ 9,5 milhões (um aumento de 9%), terminando em quinto novamente, antes de faturar US$ 7,1 milhões e terminar em quarto na semana seguinte.

## Prêmios e indicações
| Ano  | Cerimônia               | Categoria                          | Indicado         | Resultado | Ref.   |
| ---- | ----------------------- | ---------------------------------- | ---------------- | --------- | ------ |
| 2024 | Prêmios People's Choice | Filme de comédia do ano            | "Anyone but You" | Indicado  | [ 46 ] |
| 2024 | Prêmios People's Choice | Estrela de filme de comédia do ano | Sydney Sweeney   | Indicada  | [ 46 ] |
| 2024 | Prêmios People's Choice | Estrela de filme de comédia do ano | Glen Powell      | Indicado  | [ 46 ] |
| 2024 | GLAAD Media Awards      | Melhor filme                       | "Anyone but You" | Indicado  | [ 47 ] |